# Nischni Ingasch
Nischni Ingasch (russisch Нижний Ингаш) ist eine Siedlung städtischen Typs mit 7583 Einwohnern (Stand 14. Oktober 2010) in der Region Krasnojarsk in Sibirien (Russland).
Sie liegt am Fluss Poima und der Transsibirischen Eisenbahn (Streckenkilometer 4410 ab Moskau). Die Ortschaft ist seit 1961 eine Siedlung städtischen Typs.
Bevölkerungsentwicklung
| Jahr | Einwohner |
| ---- | --------- |
| 1939 | 5100      |
| 1959 | 6570      |
| 1970 | 8760      |
| 1979 | 7715      |
| 1989 | 8028      |
| 2002 | 8592      |
| 2010 | 7583      |

Anmerkung: Volkszählungsdaten